# Paul Van Halteren
Paul Edouard Maximilien Marie Van Halteren (ur. 23 lipca 1898 w Brukseli, zm. 4 stycznia 1949 w Auderghem) – belgijski żeglarz, olimpijczyk.
Na regatach rozegranych podczas Letnich Igrzysk Olimpijskich 1924 wystąpił w klasie 8 metrów zajmując 4 pozycję. Załogę jachtu Antwerpia V tworzyli również Fernand Carlier, Maurice Passelecq, Emmanuel Pauwels i Victor Vanderslyen.